# Berżniki (gmina)
Berżniki (do 1954 Berźniki) – dawna gmina wiejska istniejąca do 1954 roku oraz w latach 1973–1976 w woj. białostockim/woj. suwalskim (obecnie w woj. podlaskim). Siedzibą gminy były Berżniki.
Za Królestwa Polskiego gmina należała do powiatu sejneńskiego w guberni suwalskiej.
Na początku okresu międzywojennego gmina Berżniki należała do powiatu sejneńskiego w woj. białostockim. Wraz ze zniesieniem powiatu sejneńskiego z dniem 1 stycznia 1925 roku gminę przyłączono do powiatu suwalskiego w tymże województwie. Po wojnie gmina zachowała przynależność administracyjną. W dniu 1 lipca 1952 roku gmina składała się z 26 gromad: Berżniki, Berżniki kol., Berżałowce, Bosse, Degucie, Dubowo, Dworczysko, Grudziewszczyzna, Hołny Wolmera, Krejwińce, Kukle, Markiszki, Ogrodniki, Olszanka, Poćkuny, Podlaski, Posejnele, Posejny, Półkoty, Rachelany, Sztabinki, Świeckie, Wigrańce, Zaleskie, Zaruby, Żegary. Gmina została zniesiona 29 września 1954 roku wraz z reformą wprowadzającą gromady w miejsce gmin.
Gminę Berżniki reaktywowano 1 stycznia 1973 roku w woj. białostockim, w (przywróconym w 1956 roku) powiecie sejneńskim. 1 czerwca 1975 gmina znalazła się w nowo utworzonym woj. suwalskim.
1 lipca 1976 roku gmina została zniesiona, a jej tereny przyłączone do gmin:
- Giby (obszary sołectw: Budwieć, Kukle, Stanowisko i Zelwa),
- Sejny (obszary sołectw: Berżniki, Berżałowce, Bosse, Dubowo, Dworczysko, Folwark-Berźniki, Hołny Mejera, Hołny Wolmera, Krejwińce, Markiszki, Ogrodniki, Poćkuny, Podlaski, Półkoty, Rachelany, Sztabinki i Wigrańce).